# Hugin-klass
Hugin-klass var en klass av patrullbåtar som tillhörde svenska flottan. De 16 fartygen i klassen byggdes under åren 1975-1982 i Norge. Huvuduppgifterna var anfalls-, minerings-, eskort- samt spaningsföretag. Dessa fartyg försågs ursprungligen med renoverade motorer från Plejad-klass, lägsta fart sju knop medförde speciell manövrering i hamn. Alla fartygen var försedda med det digitala eldledningssystemet ArtE 726, speciellt utvecklat för mindre attackfartyg samt en skrovfast hydrofon av typ fiskesonar för ubåtsjakt. Alla fartyg modifierades med antiubåtsgranatkastare M/84 typ Elma. Beväpning var 6 stycken Robot 12, eller 24 minor/sjunkbomber, samt en 57 mm allmålskanon. På båtar som senare modifierade till Kaparen-klass tillkom nytt lågfartsmaskineri samt släphydrofon. Besättningen var inledningsvis 18-20 personer fördelat på 6-8 officerare och 12 värnpliktiga.
Hugin-klassen har stora likheter med det norska Sjøforsvarets Hauk-klass som utvecklades samtidigt och även byggdes på samma varv i Norge

## Fartygen
| Fartyg         | Nummer | Levererad      |
| -------------- | ------ | -------------- |
| HMS Hugin      | P151   | juli 1978      |
| HMS Munin      | P152   | juli 1978      |
| HMS Magne      | P153   | oktober 1978   |
| HMS Mode       | P154   | januari 1979   |
| HMS Vale       | P155   | april 1979     |
| HMS Vidar      | P156   | augusti 1979   |
| HMS Mjölner    | P157   | oktober 1979   |
| HMS Mysing     | P158   | februari 1980  |
| HMS Kaparen    | P159   | augusti 1980   |
| HMS Väktaren   | P160   | september 1980 |
| HMS Snapphanen | P161   | januari 1981   |
| HMS Spejaren   | P162   | mars 1981      |
| HMS Styrbjörn  | P163   | juni 1981      |
| HMS Starkodder | P164   | augusti 1981   |
| HMS Tordön     | P165   | oktober 1981   |
| HMS Tirfing    | P166   | januari 1982   |

## Galleri

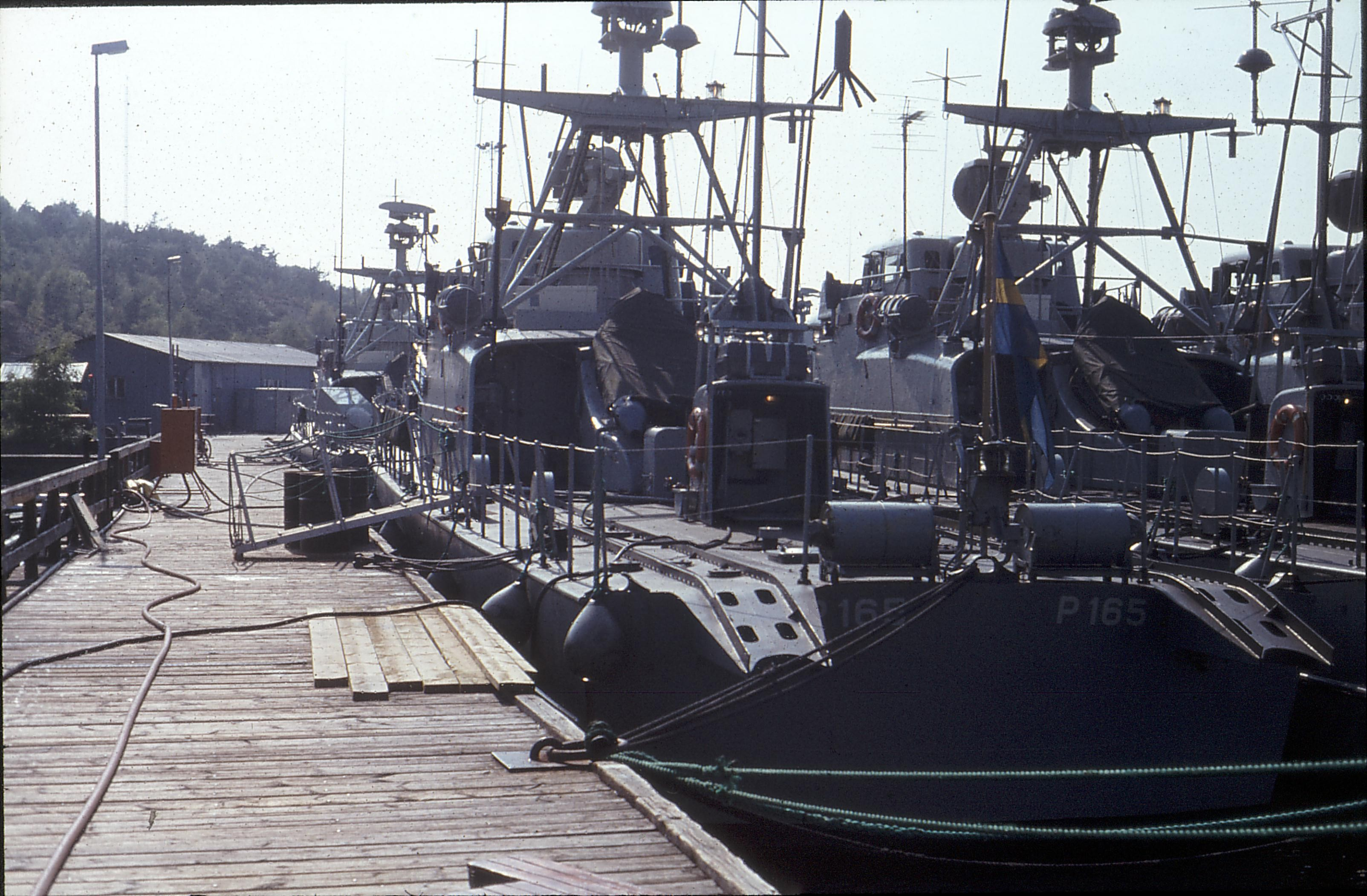
Halvdäck på Provturskommando (Ptk) Tordön (P165) av Huginklass, förtöjd vid ÖrlbV Nya Varvet i Göteborg sommaren 1982. De dubbla sjunkbombställen i aktern kännetecknade alla patrullbåtar i första Huginklass-versionen. Utanför fartyget ligger Ptk Tirfing (P166) och ytterst HMS Mode (P154). Föröver skymtar robotkassett på HMS Munin (P152).
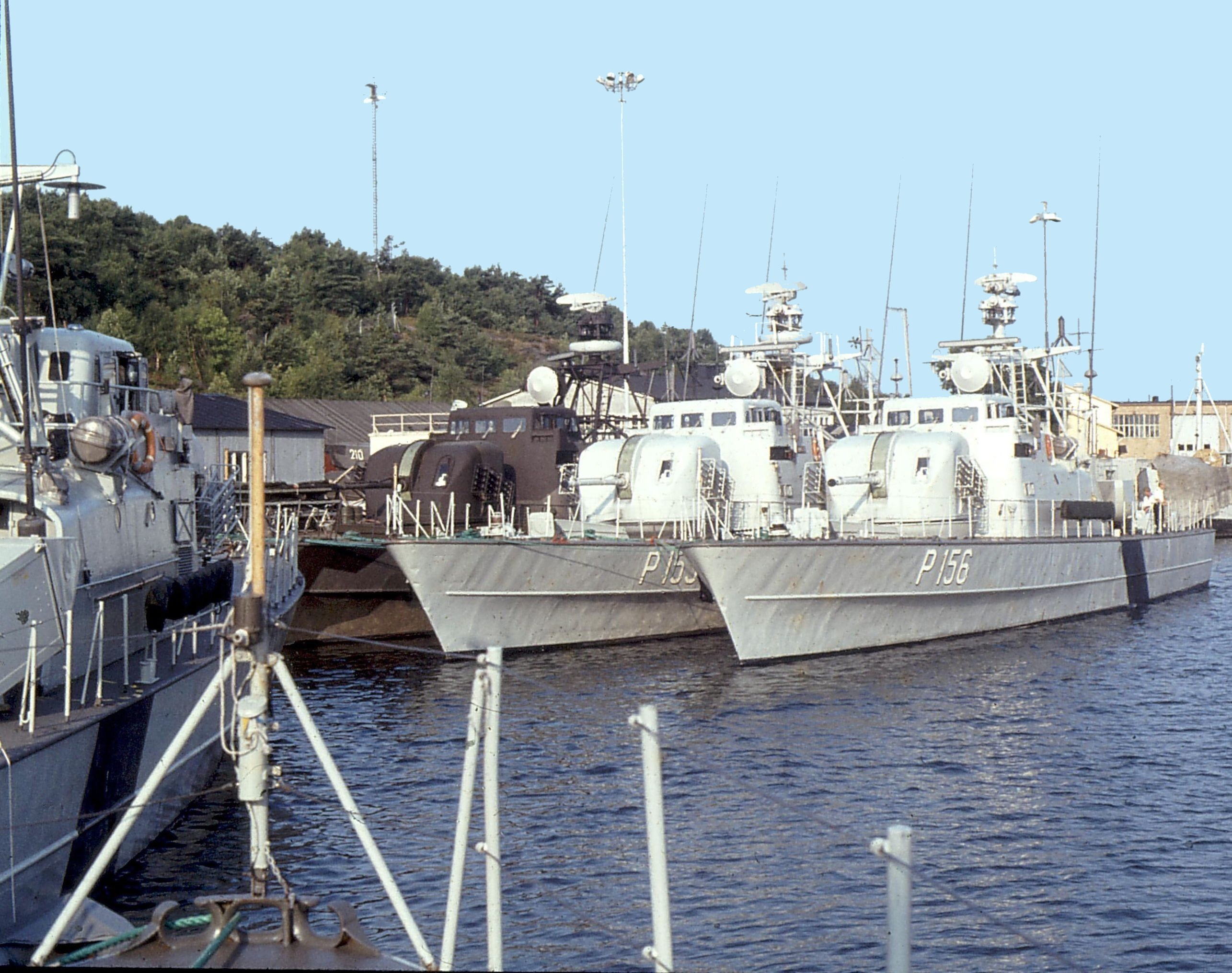
Tidig morgon för 5:e Patrullbåtsdivisionens Huginklass patrullbåtar som ligger förtöjda vid ÖrlbV Nya Varvet i Göteborg sommaren 1982. Närmast kaj, och först ut med nya kamouflagefärgerna ligger lagfartyget HMS Hugin (P151). Utanför finns HMS Vale (P155) och ytterst HMS Vidar (P156). Längst till vänster syns styrbordsidan av HMS Mysing (P158), och gösstaken tillhör HMS Mode (P154).